# Milivoj Bračun
Milivoj Bračun, hrvaški nogometaš in trener, * 22. april 1958, Zagreb.
Bračun je v jugoslovanski ligi igral za kluba Dinamo Zagreb in Crvena Zvezda, ob zaključku kariere pa je igral za Elche CF v španski ligi.
V hrvaški nogometni ligi je vodil klube dvakrat NK Istra Pula, NK Segesta Sisak, NK Hrvatski Dragovoljac, NK Pula SČ, NK Zagreb, NK Rijeka, NK Inter Zaprešić in Slaven Belupo. Vodil je tudi Elche CF v španski ligi, v slovenski ligi pa kluba NK Koper in Olimpija, ki jo je vodil med letoma 2004 in 2005. Koper pa je prvič vodil med letoma 2002 in 2003, drugič leta 2006 in tretjič od 2011 do 2012.